# Beyblade X
Autre
Beyblade X (stylisé en majuscules) est un manga et une collection d'équipements sportifs japonais fondés sur la franchise Beyblade de Takara Tomy. Quatrième génération de la franchise Beyblade, la collection de jouets Beyblade X est lancée le 15 juillet 2023, tandis que le manga est prépublié dans le magazine Monthly CoroCoro Comic depuis mai 2023. La version française du manga est publiée par Crunchyroll depuis octobre 2024.
Une adaptation en anime par le studio OLM est diffusée sur toutes les stations TXN depuis octobre 2023.

## Scénario
L'histoire tourne autour d'un jeune garçon nommé Robin Kazami (ou Bird Kazami en version originale) qui souhaite devenir un Blader professionnel. Il souhaite intégrer la Pro League organisée au X, où se rassemblent les Bladers professionnels.

## Personnages principaux
Jaxon Cross (黒須エクス, Kurosu Ekusu) / Blader X (仮面X, Kamen Ekkusu)
Voix japonaise : Soma Saito, voix française : Theo Bereby (saison 1), Julien Besure (saison 2)
Robin Kazami (風見バード, Kazami Bādo, Bird Kazami)
Voix japonaise : Shūichirō Umeda, voix française : Nathan Mouret (saison 1), Grégory Praet (saison 2)
Multi Nana-iro (七色マルチ, Nanairo Maruchi)
Voix japonaise : Ruriko Noguchi, voix française : Elisabeth Nattiv (saison 1), Jazz Marlier (saison 2)

## Médias

### Manga
Le manga Beyblade X est écrit par Homura Kawamoto et Hikaru Muno et illustré par Posuka Demizu. Sa sérialisation a commencé dans CoroCoro Comic le 15 mai 2023. La version française est publiée par Crunchyroll depuis octobre 2024.

### Anime

#### Diffusion internationale
La série est diffusée dans plus de 14 pays dans le monde.
| Pays         | Chaîne                         |
| ------------ | ------------------------------ |
| France       | Gulli et Canal J               |
| États-Unis   | Disney XD                      |
| Canada       | Télétoon et Netflix            |
| Australie    | Nine Network                   |
| Corée du Sud | Tooniverse, Animax et KBS Kids |
| Allemagne    | Super RTL                      |
| Japon        | TV Tokyo                       |
| Espagne      | Boing                          |
| Italie       | Boing                          |
| Portugal     | Panda Kids                     |
| Philippines  | Cartoon Network                |
| Singapour    | Channel 5                      |
| Monde arabe  | Spacetoon                      |